# Police (gmina)
Police – gmina miejsko-wiejska położona jest w zachodniej części województwa zachodniopomorskiego, w powiecie polickim, położona na Pobrzeżu Szczecińskim. Siedzibą gminy jest miasto Police.
Obejmuje obszar, który do 1976 stanowił miasto Police i dwie gminy: Tanowo i Trzebież.

## Położenie
Gmina znajduje się w zachodniej części województwa zachodniopomorskiego, we wschodniej części powiatu polickiego.
Sąsiednie gminy:
- Szczecin (miasto na prawach powiatu)
- Dobra i Nowe Warpno (powiat policki)
- Goleniów i Stepnica (powiat goleniowski)

Gmina graniczy także z Republiką Federalną Niemiec:
- powiat Vorpommern-Greifswald (land Meklemburgia-Pomorze Przednie)

Gmina stanowi 37,9% powierzchni powiatu.
Do 31 grudnia 1998 r. wchodziła w skład województwa szczecińskiego.

## Miejscowości
MiastoPolice (miasto od ok. 1260 r.);
Wsie i osadyDębostrów, Drogoradz, Niekłończyca, Pilchowo, Przęsocin, Siedlice, Tanowo, Tatynia, Trzebież, Trzeszczyn, Uniemyśl, Wieńkowo -- Bartoszewo, Dobieszczyn, Karpin, Leśno Górne, Nowa Jasienica, Podbrzezie, Sierakowo, Stare Leśno, Węgornik, Zalesie, Żółtew,
Leśniczówki i gajówkiMazańczyce, Pienice, Poddymin, Turznica;
Części miejscowości podane w wykazie gminyStary Dębostrów (część wsi Dębostrów), Witorza (część wsi Tatynia);
Opuszczone wsie i osadyBardo, Czapliniec, Duchowo, Goślice, Gubice, Gunice, Huta Gunicka, Kołpin, Kniężyce, Kuźnica, Jutroszewo.

## Administracja i samorząd
W 2016 r. wykonane wydatki budżetu gminy Police wynosiły 170,1 mln zł, a dochody budżetu 178,5 mln zł. Zobowiązania samorządu (dług publiczny) według stanu na koniec 2016 r. wynosiły 21,2 mln zł, co stanowiło 11,8% poziomu dochodów.
Gmina Police utworzyła 12 sołectw.
Sołectwa w gminie: Dębostrów, Drogoradz, Niekłończyca, Pilchowo, Przęsocin, Siedlice, Tanowo, Tatynia, Trzebież, Trzeszczyn, Uniemyśl, Wieńkowo.

## Demografia
W 1975 utworzono gminę Police ludność wynosiła odpowiednio:
- 1975 – 7 900 mieszkańców
- 1981 – 17 600 mieszkańców
- 1994 – 6 700 mieszkańców[3].

Dane z 2005:
| Opis                              | Ogółem | Ogółem | Kobiety | Kobiety | Mężczyźni | Mężczyźni |
| --------------------------------- | ------ | ------ | ------- | ------- | --------- | --------- |
| jednostka                         | osób   | %      | osób    | %       | osób      | %         |
| populacja                         | 41 416 | 100    | 20 926  | 50,5    | 20 490    | 49,5      |
| gęstość zaludnienia (mieszk./km²) | 164,7  | 164,7  | 83,2    | 83,2    | 81,5      | 81,5      |

Gminę zamieszkuje 65,3% ludności powiatu.

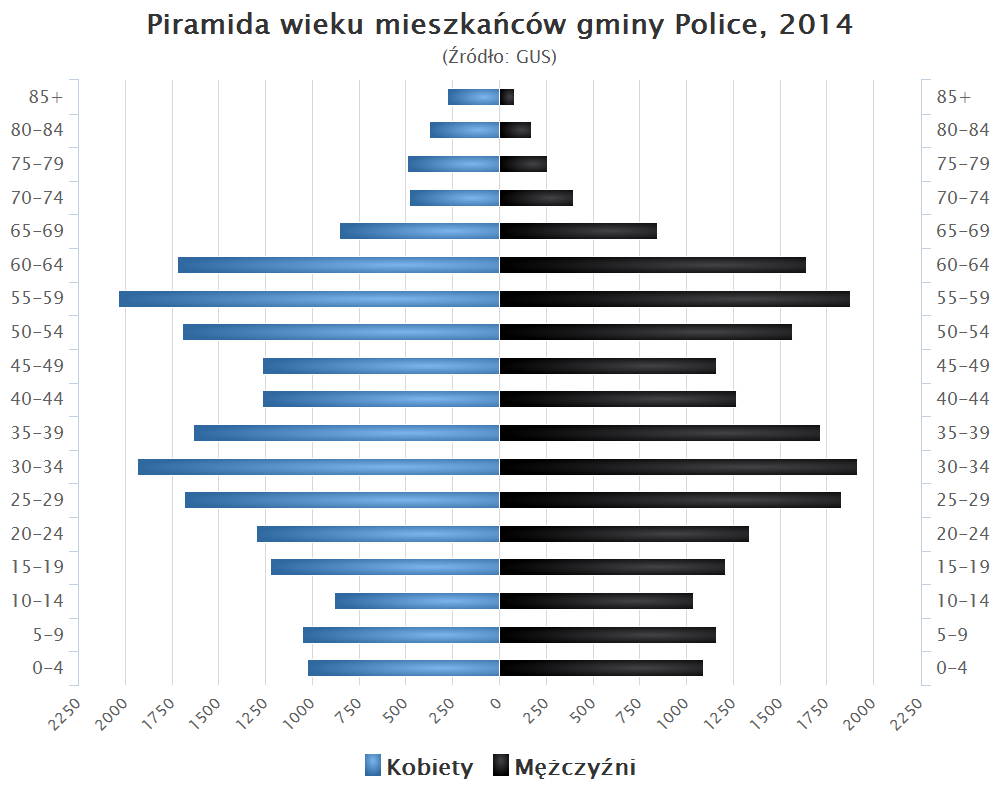
Piramida wieku mieszkańców gminy Police w 2014 roku

## Gospodarka
Na terenie gminy Police utworzono podstrefę Kostrzyńsko-Słubickiej Specjalnej Strefy Ekonomiczna, obejmującą wyznaczone 2 kompleksy.

## Przyroda i turystyka
Gmina położona jest w regionach fizycznogeograficznych Równina Wkrzańska, Puszcza Wkrzańska, Dolina Dolnej Odry i Wzniesienia Szczecińskie nad Odrą (na tym odcinku zwaną Domiążą) przy jej ujściu do Zalewu Szczecińskiego. W zachodniej części przy granicy z gminą Dobra znajduje się rezerwat przyrody Świdwie. Lasy Puszczy Wkrzańskiej, będące obszarem sieci Natura 2000, porastają znaczną część gminy. Obszary bezleśne znajdują się głównie we wschodniej, nadodrzańskiej części, gdzie utworzono obszar chroniony sieci Natura 2000 – Police - kanały. Przez gminę prowadzą szlaki turystyczne po Puszczy Wkrzańskiej. Tereny leśne zajmują 52% powierzchni gminy, a użytki rolne 21%.

### Zabytki i pomniki
- Police

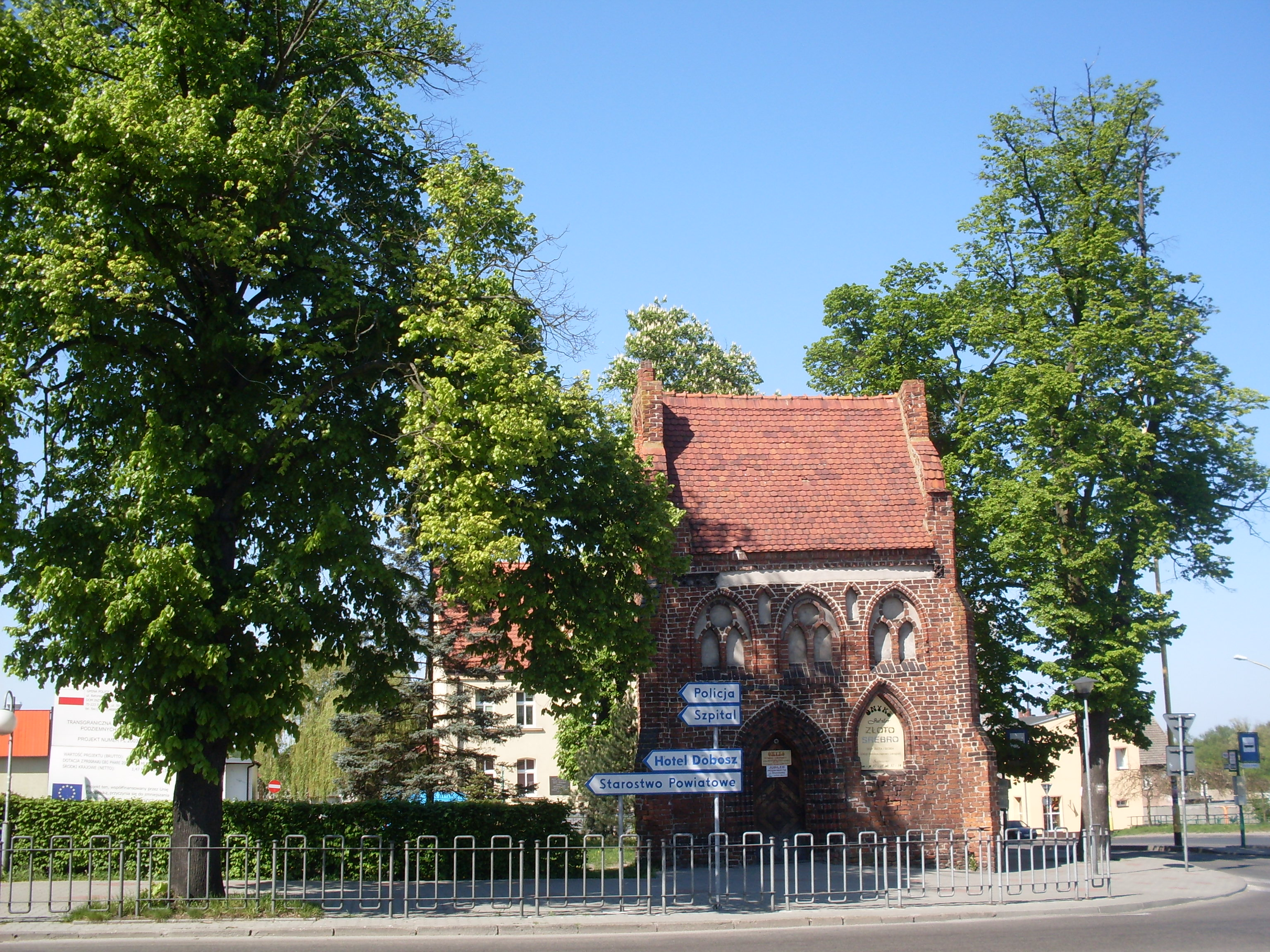
Kaplica gotycka na placu Bolesława Chrobrego z XV wieku, Police, Rynek Starego Miasta

  - gotycka kaplica z ok. XV w. - pozostałość po kościele z XIII wieku na Rynku Starego Miasta – plac B. Chrobrego;
  - neogotycki Kościół Mariacki w Starym Mieście;
  - Lapidarium Polickie w Parku Staromiejskim;
  - kamienice z XIX wieku;
  - gotycki kościół Świętych Piotra i Pawła z XIV w. (przebudowany w 1725 r.) w dzielnicy Polic – Jasienicy;
  - ruiny klasztoru Augustianów w dzielnicy Polic – Jasienicy;
- Niekłończyca – barokowy kościół pw. Najświętszej Marii Panny z 1787 r.;
- Przęsocin – kościół pw. Wniebowzięcia NMP z ok. 1286 r.;
- Trzebież – kościół parafialny pw. Podwyższenia Świętego Krzyża z 1745 r.;
- Trzeszczyn okolice – "Pomnik poświęcony ofiarom obozów hitlerowskich" ziemi polickiej;

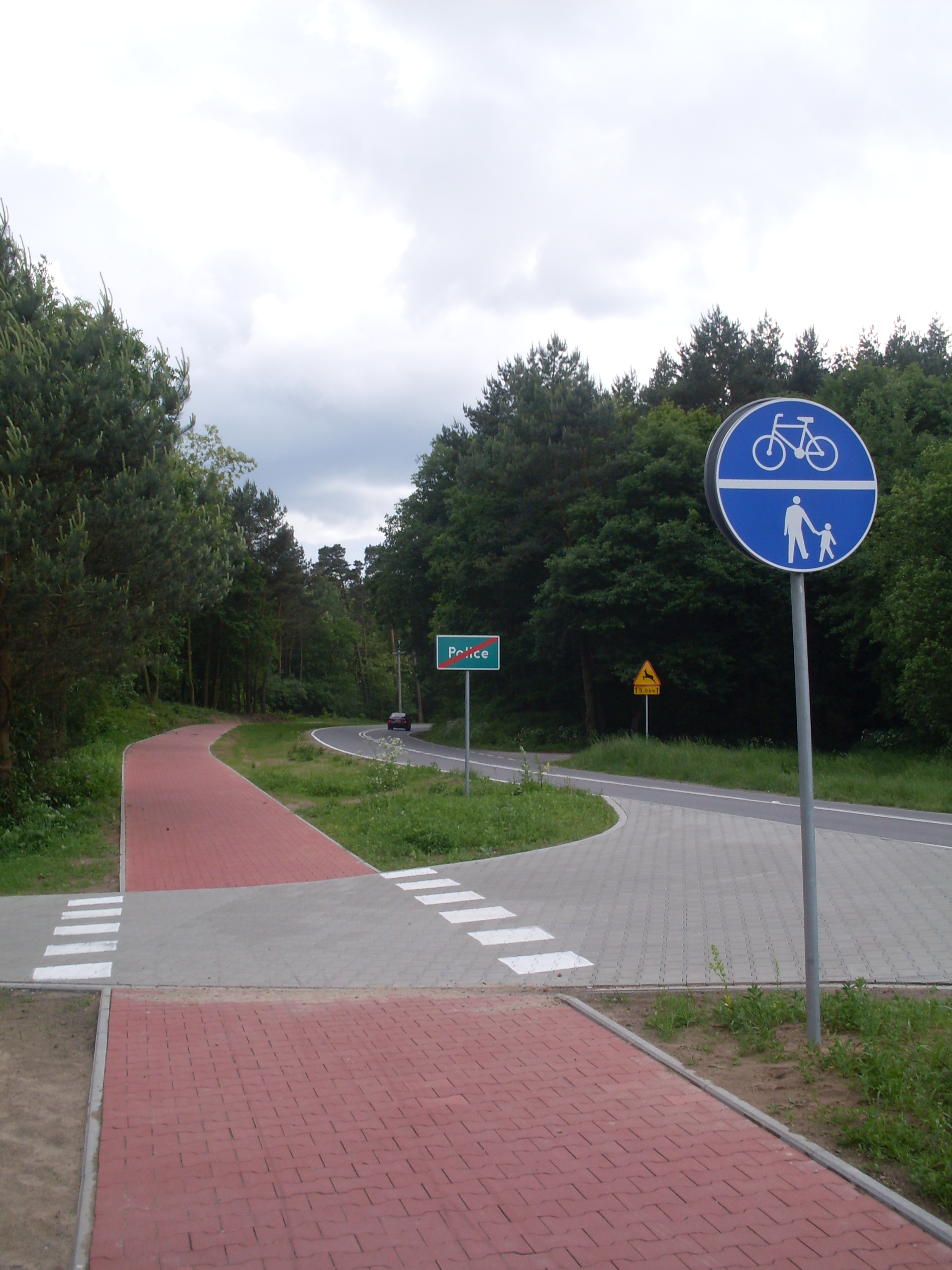
Droga pieszo-rowerowa przy szosie z Polic do Siedlic

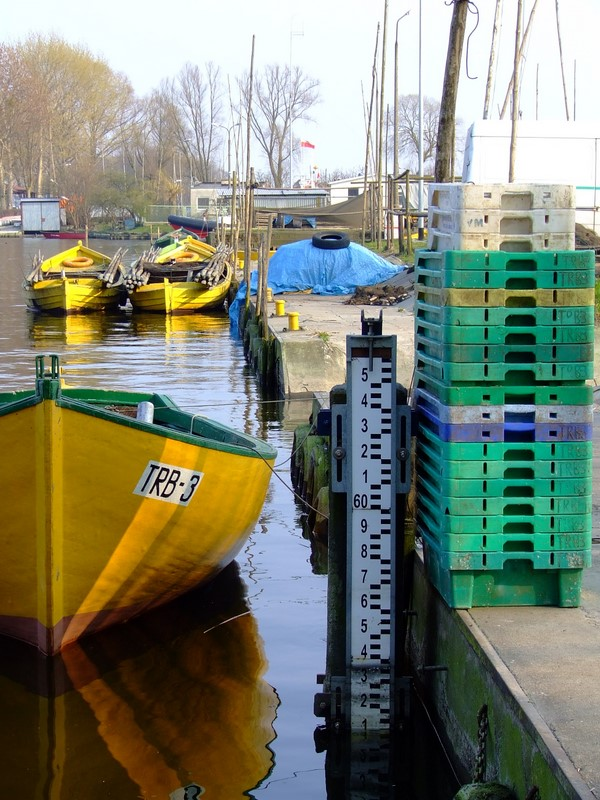
Port rybacki w Trzebieży

- pałac w Leśnie Górnym

## Komunikacja

### Drogi
Przez gminę prowadzą drogi wojewódzkie nr 114 łącząca Police przez Trzebież (13 km) z Nowym Warpnem (34 km) i Tanowem (8 km) oraz nr 115 z Dobieszczyna (nad granicą z Niemcami) przez Tanowo (13 km) z dzielnicą Szczecina Głębokie (20 km) i Śródmieściem (26 km).

### Drogi rowerowe
- przy drodze łączącej ul. Roweckiego z ul. Tanowską przy granicy Polic, dalej wzdłuż ZCH Police, następnie wzdłuż ul. Jasienickiej do skrzyżowania z ul. Kamienną
- na promenadzie w Trzebieży
- między Pilchowem a Szczecinem – Głębokie
- z Polic do Siedlic

### Kolej
Police uzyskały połączenie kolejowe w 1898 po wybudowaniu linii kolejowej ze Szczecina Gł. do Jasienicy (ob. dzielnicy Polic). W 1910 r. przedłużono ją do Trzebieży Szczecińskiej. W 1982 r. linia została zelektryfikowana, a w 2002 r. zamknięta dla ruchu pasażerskiego (używana teraz wyłącznie do transportu przemysłowego między Szczecinem a Portem Morskim w Policach oraz Zakładami Chemicznymi "Police" S.A.).

### Porty wodne
W gminie działają dwa porty morskie: Police i Trzebież.
Przez gminę Police przebiega tor wodny Świnoujście–Szczecin.

### Poczta
W gminie czynnych jest 6 urzędów pocztowych: Tanowo (kod 72-004), Police-5 (kod 72-009), Police-1 (kod 72-010), Police-4 (kod 72-011), Police-3 (kod 72-015) i Trzebież (kod 72-020).

## Ochrona środowiska

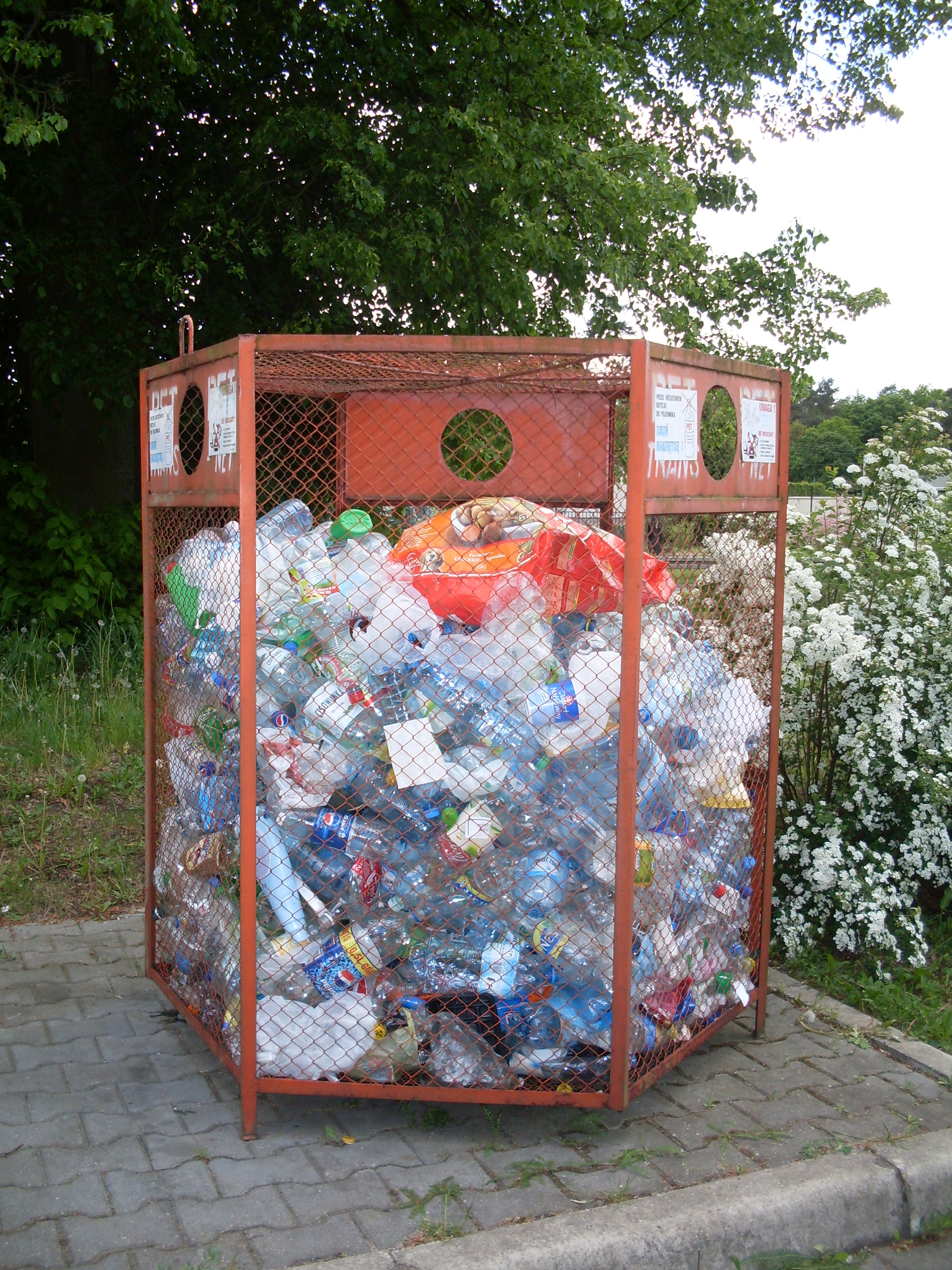
Pojemnik na śmieci plastikowe w Pilchowie

Gmina Police prowadzi szereg działań na rzecz ochrony środowiska, m.in. oczyszczanie ścieków, segregację odpadów i akcje społeczne. Śmietniki na surowce wtórne znajdują się na osiedlach Polic, na polickim cmentarzu komunalnym przy ul. Tanowskiej i w poszczególnych wsiach gminy. Wieloletnie starania gminy nie raz były nagrodzone wyróżnieniami i nadaniem tytułów gminy "ekologicznej", np. w 2007 r. Police zwyciężyły w konkursie Ministra Środowiska „Lider Polskiej Ekologii”.
W Leśnie Górnym k/Polic na terenie Punktu Przyjęcia Odpadów powstała pierwsza w Gminie oraz powiecie elektrownia wiatrowa o mocy 600 kW. Jej zdolność produkcyjna wynosi ok. 1000 MWh rocznie.

## Honorowi Obywatele Gminy Police
- ks. Kazimierz Jan Majdański (ur. 1916 – zm. 2007)
- Ryszard Kaczorowski (ur. 1919 r. – zm. 10 kwietnia 2010 w Smoleńsku)
- ks. Jan Kazieczko (ur. 21 marca 1944)[7] – były dziekan i proboszcz parafii pw. św. Kazimierza w Policach